# Província do Sul (Sri Lanka)

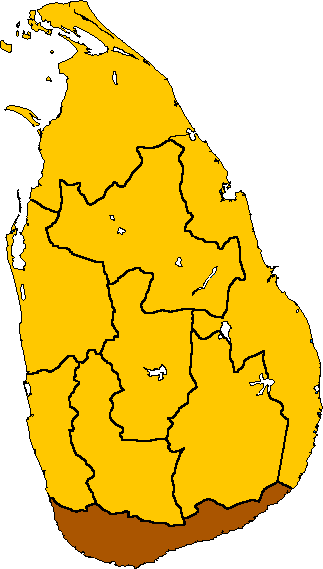
Sul

A Província do Sul é uma das 9 províncias do Sri Lanka. Sua capital é a cidade de Galle.
- Área:5.512 km²

Essa foi uma das províncias do Sri Lanka mais afetadas pelos tsunamis de 26 de dezembro de 2004.

## Distritos
- Galle
- Hambantota
- Matara